# Forget
«Olvida» —título original en inglés: «Forget»— es el decimotercer episodio de la quinta temporada de la serie de televisión The Walking Dead. Se estrenó el 8 de marzo de 2015. Fue dirigido por David Boyd y en el guion estuvo a cargo Corey Reed. La cadena Fox lo estreno el 9 de marzo en España e Hispanoamérica. En el episodio, Rick (Andrew Lincoln) y los otros intentan establecerse con la comunidad de Alexandria en la fiesta de Deanna Monroe (Tovah Feldshuh). Sin embargo, algunos de los personajes no pueden adaptarse a una nueva vida después de sus luchas en la carretera, como Sasha Williams (Sonequa Martin-Green) , quien tiene TEPT por sus pérdidas. Mientras tanto, Carol Peletier (Melissa McBride) diseña un plan para recuperar las armas del grupo de forma incógnita. El episodio marca la última aparición oficial de Emily Kinney y de Chad L. Coleman.

## Argumento
Sasha (Sonequa Martin-Green) se despierta y echa un vistazo a varios retratos familiares que quedan en su nueva casa. Más tarde ese día, ella los saca fuera de las paredes para usar como práctica de tiro. Finalmente ella se sienta en un tocón de árbol, diciendo tranquilamente a los caminantes: "Vengan a buscarme".
En el bosque, Rick (Andrew Lincoln), Daryl (Norman Reedus), y Carol (Melissa McBride) se organizan una estrategia para recuperar sus armas. Un caminante se arrastra hacia ellos, lo que Carol dispara varias veces antes de finalmente matarlo, para que parezca que estaban practicando. El trío nota la letra "W" tallada en la frente del caminante. De vuelta en la casa de Rick, él y Michonne (Danai Gurira) discuten las razones por las que se han hecho policías de la comunidad y se preguntan si es parte de un plan más grande.
En otra parte del bosque, Daryl descubre que estaba siendo espiado por Aaron (Ross Marquand) y de pronto aparece un caballo al cual Aaron lo llama "Botones" el cual Aaron lo quiere atrapar durante meses. El caballo es asustado por algunos caminantes, y otros más tarde lo acorralan y lo atacan. Aaron y Daryl matan a los caminantes y Aarón lamenta al caballo herido de muerte y Daryl acaba con su miseria, mientras tanto, Deanna Monroe (Tovah Feldshuh) explica un poco más sobre el trabajo de Rick y Michonne asegurando a la comunidad. Ella explica que Maggie (Lauren Cohan) la ayudará con política y su visión es que algún día la comunidad tendrá un gobierno. Afuera, Deanna le dice a Rick que no puede tener a todos caminando con pistolas. Sasha se acerca a ellos, diciendo que quiere cargar la torre del reloj con su rifle y muestra su deseo de tener "tantos turnos como sea posible" en la torre; Rick respalda a Sasha como la francotiradora de su grupo, pero Deanna lo rechaza.
Esa noche, Deanna organiza una fiesta de bienvenida para el grupo e invita a toda la comunidad. El grupo tiene problemas para ajustarse a su nuevo entorno: Abraham (Michael Cudlitz) y Michonne discuten la dificultad de dejar atrás el camino y sus peligros, y Sasha tiene recuerdos de sus traumas recientes y se apaga después un estallido. Rick se encuentra con el hijo de Jessie, Sam (Major Dodson), y luego ambos comienzan a dar señales de coqueteo y luego el alguacíl le da a Jessie un beso en la mejilla. Daryl se salta la fiesta, por lo que Aaron lo invita a cenar junto con su novio Eric (Jordan Woods-Robinson), y le muestra a Daryl su garaje lleno de viejas partes de motocicletas. Aaron le dice a Daryl que necesitará construir una bicicleta porque Aaron quiere que reemplace a Eric como reclutador de Alexandria.
Mientras la fiesta está en marcha, Carol, que ya abrió una ventana, se cuela en el almacén donde se encuentran las armas y saca tres pistolas de una basura y una ración pequeña de chocolate. El hijo de Jessie, Sam, la agarra y dice que le contará a su madre lo que vio. Carol lo convence de que guarde silencio con la promesa de galletas, y la amenaza de atarlo a un árbol para que los caminantes lo coman si rompe su silencio. En su punto de reunión en el bosque, Carol le da a Rick y Daryl un revólver, pero Daryl se niega. Rick va a dar un paseo en Alexandria, Virginia, donde ve a Jessie y su esposo, Pete Anderson (Corey Brill), y se acerca brevemente hacia su revólver. Oye un ruido desde fuera de la pared y corre en su dirección, donde un caminante solitario lo golpea desde el otro lado. Rick pone su mano en la pared y parece sentir cierta satisfacción al volver a conectarse con la vida animal fuera de las paredes.

## Producción
- Emily Kinney, Chad L. Coleman vuelven a ser introducidos en los créditos de apertura, aunque Beth, Bob y Tyreese solo aparecen en los flashbacks del episodio.
- Alanna Masterson, Josh McDermitt y Seth Gilliam no aparecen en este episodio, pero igual se les acredita.

El episodio fue escrito por Corey Reed y dirigido por David Boyd. Marca las apariciones generales finales de Emily Kinney como Beth Greene y Chad L. Coleman como Tyreese Williams en las escenas de flashbacks. Lawrence Gilliard Jr. aparece brevemente como Bob Stookey pero sigue sin ser acreditado. Las apariciones como invitados especiales incluyen Tovah Feldshuh como Deanna Monroe, Tyler James Williams como Noah y Alexandra Breckenridge como Jessie Anderson.
"Forget" adapta el material del "Volumen 13: Too Far Gone" en el material fuente de Robert Kirkman. Las diferencias dentro del episodio incluyen a Carol Peletier sustituyendo a Glenn Rhee en el robo de las armas, el arrebato de Sasha Williams sustituye al de Michonne y Daryl Dixon rechazando las armas robadas en lugar de Andrea. Jessie cortando el cabello de Rick en lugar de Olivia. Sasha también obtiene el rol de puntería de Andrea dentro de la zona segura en la torre de observación.

### Audiencia
Sobre la emisión, el episodio fue visto por 14.534.000 espectadores estadounidenses con una calificación de 18 a 49 7,3. un aumento en la audiencia del episodio anterior que tenía 14.430.000 espectadores, y una ligera disminución de 18 a 49 clasificaciones de la anterior de 7,5 episodio.
La transmisión australiana fue vista por 86,000 espectadores, convirtiéndose en la séptima emisión más vista en televisión paga ese día. En Nueva Zelanda, fue la quinta transmisión con horario más alto, con 33.330 espectadores.

## Recepción

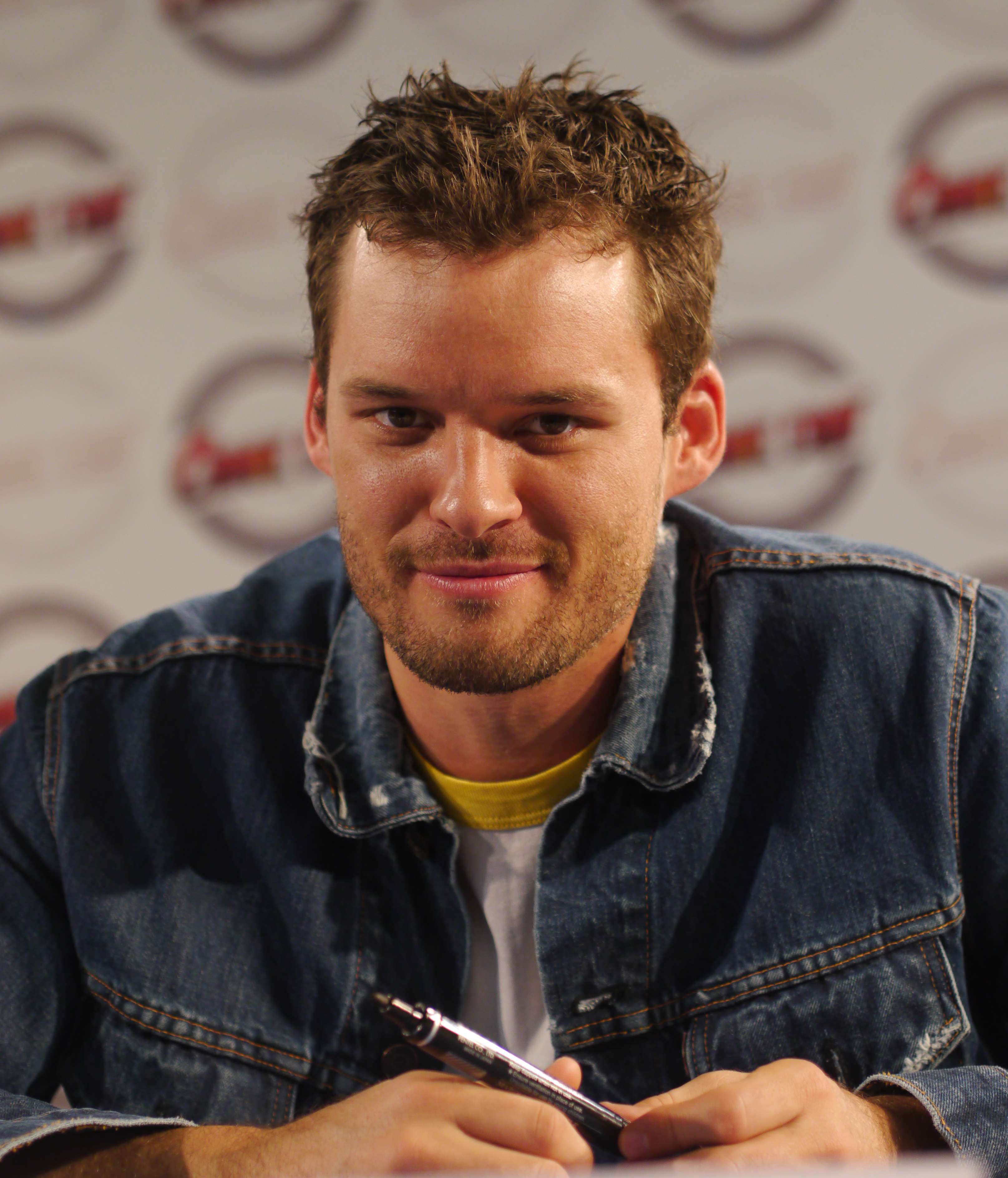
Austin Nichols hizo su primera aparición como Spencer Monroe en este episodio.

El episodio recibió críticas positivas, y la mayor parte de la atención se centró en las historias que involucran a Carol y Sasha. Matt Fowler de "IGN" le dio a "Forget" un 8.6 de 10, y escribió positivamente sobre la intimidación de Carol contra el niño, la historia de Daryl con Aaron y las acciones de Sasha en el episodio. Concluyó, "Entonces, aunque no hay una amenaza inminente en este momento, las cosas dentro de Alexandría siguen siendo realmente intrigantes".
Sean McKenna de  TV Fanatic  habló positivamente sobre el episodio, diciendo que  no estaba en desacuerdo con los sentimientos de Sasha [hacia Alexandria]  y señaló la escena de Carol con Sam como el momento más destacado del episodio. tomar el pastel cuando ella se volvió muy oscura sobre ese chico que amenazaba con alimentarlo con los caminantes si le decía a su madre que estaba agarrando las armas. Qué escena más intensa que tal vez, si no hubiera estado viendo The Walking Dead hasta ahora , podría haber pensado que ella era una de las personas malas del programa ".
Shane Ryan para   Paste Magazine  revisó positivamente el episodio. Él comparó a Sasha con Charles Whitman y sintió que debía mantenerse alejada de la torre por completo y dijo que la escena que involucraba a Carol y Sam era "inquietante". Más detalladamente, dijo: "Esa escena fue tan extraña y memorable que es casi como si hubiera estado viendo a una Carol falsa todos estos años, y acabamos de ver que su genuino interior psicópata se filtra a la superficie. De alguna manera, incluso matando a los enfermos la gente en la prisión no parecía tan mala, al menos allí había una lógica retorcida ".
Tim Surette para TV.com dijo "Carol, sigues sorprendiéndome y estoy muy cerca de pedirte que vayas de fiesta".
Escribiendo para The Wall Street Journal, Paul Vigna elogió el episodio y dijo que tenía "toques maravillosos, sutiles, cosas para saborear, y una narración discreta pero segura, de ver al clan Grimes tratar de encajar en un cóctel a la unión de Daryl y Aaron a través de una juerga de cacería de caminantes ". También elogió a Melissa McBride como Carol diciendo: "Lo que Melissa McBride está haciendo con la Sra. Peletier, con Carol engañando a todos con este acto de den-mom Liga Junior, es simplemente delicioso. Todo fue un cambio fantástico de ritmo " Elogió el vínculo de Daryl y Aaron y simpatizó con Sasha, calificando su situación de "triste"..
Patrick Kevan Day para la revista Los Angeles Times fue complementario del episodio, y sintió que Rick preparó la mesa para "atornillar todo el lugar". Comparó el programa con la serie de televisión ABC, Lost  diciendo: "ver a nuestra banda de sobrevivientes limpiando y vistiendo trajes suburbanos del sábado por la tarde en un escenario medio civilizado trajeron recuerdos intensos de "Perdidos" y de Los Otros. Quizás intencional, tal vez sea una coincidencia, pero parece que los escritores de "The Walking Dead" están disfrutando jugando con nuestras expectativas de los residentes de Alejandría ". También consideró que el problema de Sasha era reparable y llamó a Rick el "verdadero problema".
Ron Hogan para Den of Geek! Sintió que la crisis de Sasha en la fiesta de Alexandria fue el momento más destacado del episodio. Él dijo: "Hace unos días, ella estaba comiendo frijoles de una lata, ahora ella está en una cena con gente comiendo bocanadas de patatas con espadas plásticas y bebiendo cerveza como si no pasara nada más allá de esas paredes de acero corrugado. Sasha lo sabe, y Sonequa Martin-Green interpreta esto perfectamente ". Fue más allá y dijo: "Entiendo por lo que está pasando por completo, y su ataque tiene mucho sentido, tanto en la ferocidad como en el momento". También sintió que la dirección complementaba el desempeño de Martin-Green.
Alan Sepinwall para HitFix fue positivo hacia el episodio. Él dijo: "Esto es algo feo -la escena de Carol / Sam fue una de las escenas más incómodas de la serie que no implicó un efecto de maquillaje de zombis- y ha insuflado un montón de vida en el programa después de ese comienzo accidentado de este Mientras que la granja de Hershel e incluso la prisión se sentían como lugares donde la serie se demoró en su bienvenida por razones presupuestarias, este nuevo / viejo mundo se siente rico y complicado lo suficiente como para que yo pudiera ver un largo y creativo saludable aquí, como la arrogancia de Rick, la paranoia de Carol, el TEPT de Sasha, etc., lentamente hace que este paraíso se desmorone a su alrededor. "